# Насцитур
Насциту́рус (лат. Nasciturus) — ребёнок, который на момент смерти своего отца зачат, но ещё не родился, и имеет право наследовать имущество отца.
Ещё в римском праве существовал принцип

Зачатый ребёнок принимается за уже родившегося, поскольку речь идет о его выгоде.
Оригинальный текст (лат.)Nasciturus pro iam nato habetur, quotiens de commodis eius agitur.

На рубеже II—III веков Тертуллиан писал: «Тот, кто будет человеком — уже человек». По закону Юлия Веллея (28 год) для охраны прав человеческого эмбриона ему по просьбе беременной матери назначался попечитель, уполномоченный осуществлять управление имуществом, которое должен унаследовать ребёнок в случае рождения.
Следуя концепции римского права, российское наследственное право, как и право ряда иных стран, также в качестве возможных наследников рассматривает неродившихся лиц, зачатых при жизни наследодателя (пункт 1 статьи 1116 Гражданского кодекса РФ).
Однако в настоящее время большинство правоведов полагают, что человек становится субъектом права лишь в том случае, если он родится, и притом родится живым, а закон просто охраняет будущие права насцитуруса, не признавая его правоспособным лицом.